# Strijkkwartet (Borgstrøm)
Hjalmar Borgstrøm componeerde gedurende zijn muzikale leven slechts één Strijkkwartet. Het zou dateren uit 1891, het kreeg een opusnummer dat volgde op zijn eerste symfonie uit 1890. 
Het strijkkwartet bestaat uit de volgende delen:
- Presto agitato
- Andante
- Prestissimo con fuoco
- Finale

Of het werk ooit is uitgevoerd is onbekend. Een tweede strijkkwartet in d mineur bleef onvoltooid.